# 福贡耳蕨
福贡耳蕨（学名：Polystichum fugongense）为鳞毛蕨科耳蕨属下的一个种。

## 扩展阅读
- 維基物種上的相關：福贡耳蕨